# Swing in Deauville
Swing in Deauville est un ancien festival de musique organisé tous les ans à Deauville (Calvados) de 1989 à 2008.
Créé à l'initiative du groupe Lucien Barrière, dirigé et programmé par Roger TAILLOT ,Directeur Artistique du Casino de Deauville ,il a eu lieu au début du mois de juillet, de 1989 à 1997, puis dans la deuxième quinzaine de juillet à partir de 1998, dans les locaux du Casino de Deauville et, à l'occasion des plus grands concerts, au Centre international de Deauville.
Plus spécialement consacré au jazz à l'origine, il s'est ouvert ensuite à la plupart des styles musicaux à la mode (rock, R'n'B, funk, rap), variété française incluse. Il a notamment accueilli Ray Charles, Dizzy Gillespie, Fats Domino, Jerry Lee Lewis, Little Richard, James Brown, Stéphane Grappelli, Rickie Lee Jones, Claude Nougaro, B.B. King...

## Programmation

### Années 1980
- 1989 : Michel Petrucciani (le 15), Nina Simone (le 16), Jimmy Smith (le 17), Manu Dibango (le 18), David Koven (le 19), The Count Basie orchestra (le 20), George Benson (le 21), B.B. King (le 22).

### Années 1990
- 1990 : The Blues Brothers Band + Booker T.Jones (le 16), Jorge Ben (le 17), Dee Dee Bridgewater (le 18), Claude Bolling (le 19), Etta James (le 20), Dave Brubeck (le 21).
- 1991 : Stéphane Grappelli (le 13), Ray Barretto (le 15), John Mayall (le 16), Marcel Dadi, Larry Coryell et Charlie McCoy (le 17), Gilberto Gil (le 18), Orchestre national du jazz (le 9), Dizzy Gillespie et Miriam Makeba (deux concerts le 20), Gloria Gaynor (le 21).
- 1992 : Didier Lockwood (le 4), The Blues Brothers Band (le 5), Abbey Lincoln (le 6), Tania Maria (le 7), Michel Petrucciani (le 8), Chick Corea (le 9), Roberta Flack (le 10), Claude Nougaro (le 11), Fats Domino (deux concerts le 12).
- 1993 : Wynton Marsalis (le 3), Gérard Badini (le 4), Sixun (le 5), John McLaughlin (le 6), Liz McComb (le 7), Dee Dee Bridgewater (le 8), Al Jarreau (le 9), B.B. King (le 10), Charles Brown & The Mighty Clouds of Joy (le 11).
- 1994 : Caetano Veloso et Gilberto Gil (le 6), Paolo Conte (le 7), Al Di Meola, Stanley Clarke et Jean-Luc Ponty (le 8), Milt Jackson (le 9), Marva Wright et Jean-Jacques Milteau (le 10), Lucky Peterson (le 11), Martial Solal et Didier Lockwood (le 12), Mory Kante (le 13).
- 1995 : Screamin' Jay Hawkins (le 1er), Manhattan Transfer (le 2), Keb Mo et Baden Powell (le 3), John Pizzarelli et Monty Alexander (le 4), Ray Charles (le 5), Chuck Berry (le 6), Helen Merrill et Gary Peacock (le 7), Jerry Lee Lewis (le 8).
- 1996 : Stéphane Grappelli (le 5), Eddy Louiss (le 6), Herbie Hancock et Dave Holland (le 7), George Benson (le 8), Carlos Santana (le 9), Little Richard (le 10), Jimmy Cliff (le 11), Kool and the Gang (le 12).
- 1997 : Cesária Évora (le 5), Nuit Sidney Bechet (le 6), Michel Jonasz (le 7), James Brown (le 8), Dianne Reeves (le 9), Joshua Redman (le 10), Wilson Pickett (le 11), Paul Personne (le 12), Carole Fredericks (le 13).
- 1998 : The Wailers (le 18), Herb Miller Orchestra (le 19), B.B. King (le 20), The Blues Brothers Band (le 21), Al Jarreau (le 22), Touré Kunda (le 23), MC Solaar (le 24), Jacques Higelin (le 25).
- 1999 : Johnny Clegg (le 17), Ray Charles (le 18), John McLaughlin (le 19), Yuri Buenaventura (le 20), soirée Django Reihnhardt avec Latcho Drom (le 21), Noa (le 22), The Commitments (le 23), The Temptations et The Supremes (le 24)

### Années 2000
- 2000 : Manu Dibango (le 22), Joe Cocker (le 23), Eddy Mitchell (le 24), Alpha Blondy (le 24), Joan Baez (le 26), Maceo Parker (le 27), Orlando Poleo (le 28), Willy DeVille (le 29).
- 2001 : Rita Marley  (le 21), Yuri Buenaventura (le 22), Claude Nougaro (le 23), Kool and the Gang (le 24), Daniela Mercury (le 25), Dee Dee Bridgewater (le 26), Bill Evans (le 27), Eagle Eye Cherry (le 28).
- 2002 : Barbara Hendricks (le 20), UB40 (le 21), Jane Birkin (le 22), Calvin Russel (le 23), Sinclair (le 24), American Gospel Connection (le 25), Paris Salsa All Stars (le 26), Marianne Faithfull (le 27).
- 2003 : Ike Turner (le 19), Biréli Lagrène (le 20), Jimmy Cliff (le 21), Buena Vista Social Club et Omara Portuondo (le 22), Earth, Wind and Fire (le 23), Bill Wyman (le 24), Dianne Reeves (le 25), Terence Trent d'Arby (le 26).
- 2004 : Yannick Noah (le 17), Marcus Miller (le 18), Alain Bashung (le 19), Ilene Barnes (le 20), Malia (le 20), Stephan Eicher (le 21), Ahmad Jamal (le 22), Corneille (le 23), Jean-Jacques Milteau (le 24), Popa Chubby (le 25).
- 2005 : Willy DeVille (le 23), Louis Bertignac (le 24), Bernard Lavilliers (le 25), Beverly Jo Scott (le 26), Joe Cocker (le 27), Madeleine Peyroux (le 28), Ibrahim Ferrer et le Buena Vista Social Club (le 29), Henri Salvador (le 30).
- 2006 : Lucky Peterson (le 22), Gipsy Guitar Masters (le 23), Tracy Chapman (le 24), Third World (le 25), Jean-Louis Aubert (le 26), The Neville Brothers (le 27), Paco de Lucía (le 28), Gage (le 29).
- 2007 : Lynda Lemay (le 20), Cesária Évora (le 21), Laurent Voulzy (le 22), Abd al Malik (le 23), Sara Lazarus avec Biréli Lagrène et André Ceccarelli (le 24), Rickie Lee Jones (le 25), Zucchero (le 26), Isaac Hayes (le 27) et Gospel pour 100 voix (le 28).
- 2008 : Gilberto Gil (le 17), Al Jarreau  (le 18), Youssou N'Dour (le 19), Rose (le 20), Lizz Wright et Stacey Kent (le 21), Chic (le 22), Sanseverino avec Angelo Debarre (le 23), Étienne Daho (le 24).